# Biała Czuba
Biała Czuba (słow. Biely zub, 2044 m) – wybitna skalna czuba w słowackiej części Tatr Wysokich, położona w grani głównej Tatr. Znajduje się w Koperszadzkiej Grani, północno-wschodniej grani Jagnięcego Szczytu. Od Białego Kopiniaka na południowym zachodzie oddziela ją Wyżnia Biała Przełączka, natomiast od Białego Grzebienia na północnym wschodzie jest oddzielona Pośrednią Białą Przełączką.
Stoki północno-zachodnie opadają z Białej Czuby do Jagnięcego Kotła w Dolinie Skoruszowej i są trawiasto-skaliste z urwistymi fragmentami. Na dole wyróżnia się sporą grzędę pomiędzy dwoma żlebami zbiegającymi z sąsiednich przełęczy. Stoki południowo-wschodnie zbiegają zaś do Doliny Białych Stawów i mają podobny charakter jak północno-wschodnie, przy czym łączą się z urwiskami Białego Grzebienia.
Na Białą Czubę, podobnie jak na inne obiekty w Koperszadzkiej Grani, nie prowadzą żadne znakowane szlaki turystyczne. Najdogodniejsze drogi dla taterników wiodą na szczyt z sąsiednich przełęczy.
Pierwsze pewne wejścia:
- letnie – Kazimierz Bizański, Janusz Chmielowski, Witold Chmielowski, Adam Lewicki, przewodnicy Klemens Bachleda, Jakub Bachleda Jarząbek, Jan Bachleda Tajber i Wojciech Brzega, 23 września 1901 r.,
- zimowe – Klara Hensch, Valentin Hajts i Gábor Seide, 15 lutego 1926 r.

Być może już wiele wcześniej granią przez Białą Czubę schodzili 9 sierpnia 1793 r. z Jagnięcego Szczytu Robert Townson i przewodnik Hans Gross.